# Lavalamp

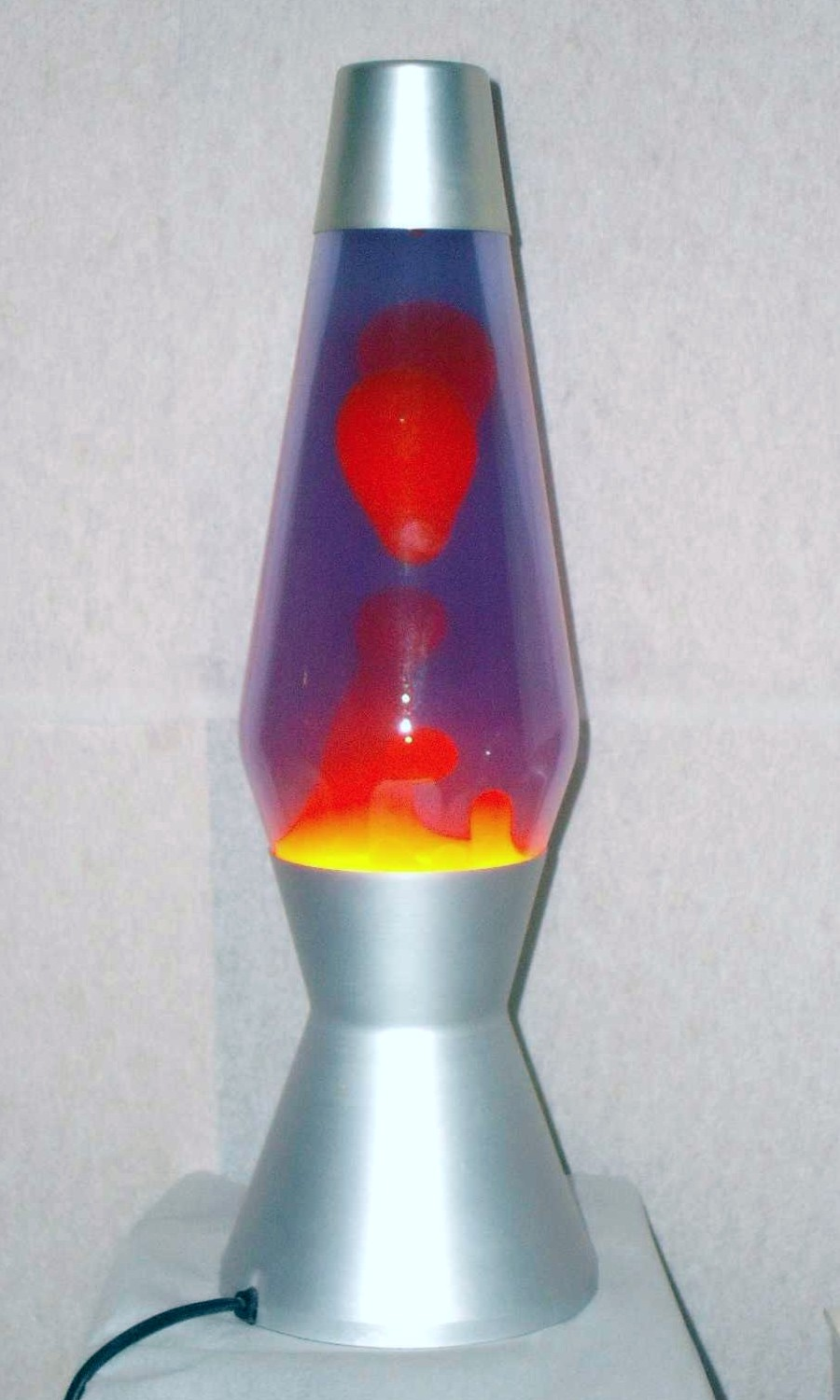
Mathmos Astro-lavalamp

Een lavalamp is een decoratief, lichtgevend object dat in 1963 is uitgevonden door Edward Craven Walker, de oprichter van het Britse verlichtingsbedrijf Mathmos.
Een lavalamp is een zogenoemde sfeerlamp, uitgevonden in de jaren 60 maar veelal bekend geworden in de jaren 70. In koude toestand bevindt zich een klomp gestolde was of vettig materiaal op de bodem van de verder met een waterige oplossing gevulde fles, die bij aanzetten van een lamp onder de fles wordt verlicht en opgewarmd en na enige tijd smelt. Bij verder opwarmen zet de hydrofobe olie uit tot deze een lager soortelijk gewicht krijgt dan de omringende waterige oplossing. Bellen van de olie stijgen op, koelen boven in de fles af en zakken weer langzaam naar beneden waar ze met de achtergebleven olie versmelten.
Om te zorgen dat de gestolde olie zwaarder is dan de waterige oplossing is er meestal een hoeveelheid van een zware gechloreerde koolwaterstof aan toegevoegd zoals tetrachloormethaan. Zowel het water als de olie kunnen met kleurstoffen zijn gekleurd. In het water zijn vaak middelen als ethyleenglycol opgelost om het uitzettingsgedrag bij hogere temperaturen te beïnvloeden, evenals de oppervlaktespanning die moet zorgen dat de vette component niet aan het glas kleeft en niet emulsifieert na langdurig gebruik.
De eerste lavalamp bestond uit een glazen fles met olie en water die werd verhit door een gloeilamp. Dit gaf het nu wel zo bekende effect dat de olie opsteeg en weer neerzakte. De tegenwoordige lavalamp bevat echter een polair mengsel van polyethyleenglycol met water en een apolair mengsel van paraffine (kaarsvet) en gechloreerde paraffine. Het Amerikaanse patent van Edward Craven Walker noemt toevoegingen zoals kleurstof, minerale olie, carbon tetrachloride en polyethyleenglycol (PEG).
De lavalamp is opgenomen als museumstuk in het National Museum of Natural History in Washington.